# Сперматогенез

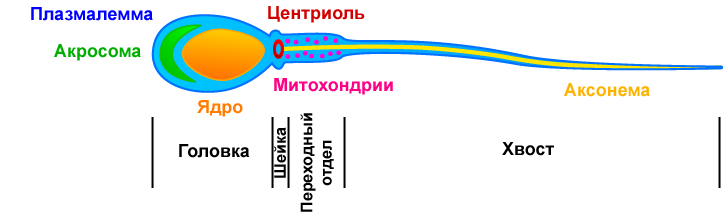
Строение сперматозоида человека

Сперматогене́з — развитие мужских половых клеток (сперматозоидов), происходящее под регулирующим воздействием гормонов. Одна из форм гаметогенеза.
Сперматозоиды развиваются из клеток-предшественников, которые проходят редукционные деления (деления мейоза) и формируют специализированные структуры (акросома, жгутик и пр.). В разных группах животных сперматогенез различается. У позвоночных животных сперматогенез проходит по следующей схеме: в эмбриогенезе первичные половые клетки — гоноциты мигрируют в зачаток гонады, где формируют популяцию клеток, называемых сперматогониями. С началом полового созревания сперматогонии начинают активно размножаться, часть из них дифференцируется в другой клеточный тип — сперматоциты I порядка, которые вступают в мейоз и после первого деления мейоза дают популяцию клеток, называемых сперматоцитами II порядка, проходящих впоследствии второе деление мейоза и образующих сперматиды; путём ряда преобразований последние приобретают форму и структуры сперматозоида в ходе спермиогенеза.

## Сперматогенез у человека

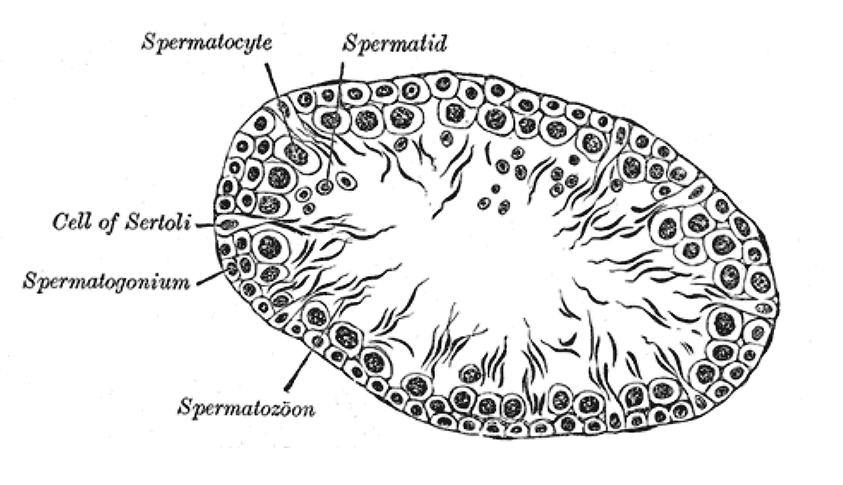
Схема поперечного сечения семенного канальца

Сперматогенез у человека в норме начинается в пубертатном периоде (около 12 лет) и продолжается до глубокой старости. Продолжительность полного сперматогенеза у мужчин составляет примерно 73—75 дней. Один цикл зародышевого эпителия составляет приблизительно 16 дней.
Сперматозоиды образуются в семенниках, а именно в извитых семенных канальцах. Просвет семенного канальца посредством образования прочных контактов между соседними клетками Сертоли делится на базальную (люминальную) и адлюминальную части. В люминальной части расположены клетки Сертоли (сустентоциты) и предшественники половых клеток (сперматогонии, сперматоциты I и II порядков и сперматиды).
Сперматогонии, лежащие непосредственно на базальной мембране извитых семенных канальцев, проходят несколько последовательных стадий митотического деления. Общее количество сперматогоний в яичке мужчины составляет около 1 млрд. Различают две основные категории сперматогоний: А и В. Сперматогонии А, которые делятся митотически, сохраняют способность к делению и поддерживают свою популяцию. Остальные дифференцируются в сперматогоний В, которые «эвакуируются» клеточными контактами сустентоцитов (образуют под основанием половой клетки новый контакт и резорбируют старый). Сперматогония В делится митотически, дифференцируясь в сперматоцит I порядка, вступающий в мейоз.
В результате первого деления мейоза образуются две дочерние клетки сперматоциты второго порядка, каждый из которых содержит гаплоидный набор (23 у человека) d-хромосом. Вторичные сперматоциты расположены ближе к просвету канальца. Во втором делении мейоза образуются две сперматиды. Таким образом, в результате деления одной сперматогонии образуются четыре сперматиды, каждая из которых обладает гаплоидным набором хромосом.
В ходе сложного процесса спермиогенеза сперматиды дифференцируются в зрелые сперматозоиды. Дифференцирующиеся сперматиды лежат в углублениях плазматической мембраны клеток Сертоли. При спермиогенезе комплекс Гольджи формирует акросому, содержащую протеолитические ферменты , которые при контакте с яйцеклеткой растворяют участок её блестящей оболочки (zona pellucida).
Сложный процесс сперматогенеза регулируется гонадотропными гормонами гипофиза и стероидными гормонами яичка. После полового созревания гипоталамус начинает выделять гонадотропный рилизинг-гормон, под влиянием которого гипофиз секретирует фолликулостимулирующий гормон (ФСГ), стимулирующий развитие и функционирование клетки Сертоли, и лютеинизирующий гормон (ЛГ), стимулирующий клетки Лейдига к выработке тестостерона. Тестостерон оказывает воздействие на развитие клеток Сертоли, а также на предшественники половых клеток (в ассоциации с андроген-связывающим белком, выделяемым клетками Сертоли).
Секреторная активность гипофиза регулируется клетками Сертоли и клетками Лейдига. Тестостерон, выделяемый клетками Лейдига подавляет активность гипофиза к выработке ЛГ и ФСГ. Ингибин и эстрадиол, образующийся в клетках Сертоли, подавляют гипофиз к выработке ФСГ и клетки Лейдига к выработке тестостерона.
Морфофункциональное состояние яичка регулируется гормонами аденогипофиза — ФСГ и ЛГ, причём уровень гормонов постоянный, имеются лишь незначительные колебания.